# Dennis Wedin
Dennis Lars Erik Wedin, född 24 augusti 1988 i Bromma församling i Stockholm, är en svensk moderat politiker. Han var bostads- och fastighetsborgarråd i Stockholm stad från den 15 oktober 2018 till den 17 oktober 2022 och är sedan dess oppositionsborgarråd i Stockholms stad.. Han är även vice ordförande för exploateringsnämnden och trafiknämnden i Stockholms stad.
Han har tidigare bland annat varit generalsekreterare för Moderata Ungdomsförbundet och politisk sekreterare på Moderaternas sjukvårdsrotel på Stockholms läns landsting. Wedin har suttit som kommunfullmäktigeledamot i Stockholms stad sedan oktober 2010.